# 财信证券
财信证券股份有限公司，成立于2002年8月，由原湖南省信托投资公司和湖南省国际信托投资公司整合其证券资产而来，是湖南财信投资控股有限责任公司旗下核心企业，系湖南省唯一的省属国有控股证券公司。财信业务范围涵盖证券经纪、投资银行、资产管理、研究咨询、债券交易、证券投资，控股财信期货有限公司。财信证券先后担任大量湖南企业融资项目的主承销商和财务顾问，并担任长沙、株洲、湘潭、常德等市政府的财务顾问。财信证券在债券市场拥有较高的占有率，位居行业前列，并曾荣获多项荣誉。
2007年2月，湖南华菱钢铁集团有限公司将所持有华欧国际证券66.67%的股权转让给财富证券。2009年10月9日，华欧国际证券有限责任公司名称正式变更为财富里昂证券有限责任公司。2014年3月21日，财富证券和中信里昂证券资本市场有限公司在湖南省联合产权交易所挂牌出让所持有财富里昂证券的全部股份，整体估值10.34亿元。8月22日，当时上海第二大民营企业华信能源出资10.34亿元接盘财富里昂证券全部股权，成为其全资股东，并正式更名为上海华信证券有限责任公司。
2020年3月6日，财富证券有限责任公司更名为财信证券有限责任公司，其子公司“德盛期货”更名为“财信期货有限公司”，两家公司均实现和控股股东湖南财信金融控股集团有限公司名称统一。2021年12月30日，“财信证券有限责任公司”整体改制为财信证券股份有限公司。2022年1月13日，财信证券与华创证券签署辅导协议，拟于2022年4月完成辅导计划，进行考核评估，做好首次公开发行股票申请文件的准备工作并择机上市。